# Testo unico della radiotelevisione
Il testo unico della radiotelevisione (decreto legislativo 31 luglio 2005, n.177) è un testo unico della Repubblica Italiana. 
Emanato durante il governo Berlusconi II in virtù dell'art. 16 di legge delega 3 maggio 2004 n. 112 (legge Gasparri) recepisce molti concetti espressi nelle direttive europee sull'emittenza radiotelevisiva, nonché riassume e riorganizza gli interventi legislativi in tema, la giurisprudenza costituzionale e di delibere dell'Autorità garante per le comunicazioni.

## Struttura
Esso è composto di dieci titoli, suddivisi in capi e articoli, il provvedimento definisce anzitutto i principi della materia, tratti dalla Costituzione e dalla legislazione primaria.
Vengono poi indicati i soggetti che costituiscono gli organi di governo della materia della radiodiffusione:
- Ministero delle comunicazioni;
- Autorità per le garanzie nelle comunicazioni;
- Presidenza del Consiglio dei ministri;
- Commissione parlamentare per l'indirizzo generale e la vigilanza dei servizi radiotelevisivi;
- Garante per la protezione dei dati personali;
- Autorità garante della concorrenza e del mercato;
- regioni italiane;
- Corecom.

## Contenuto
Importante la distinzione tra emittenti di carattere informativo ed emittenti di carattere commerciale. Il testo unico, tuttavia appare slegato con le altre norme della riforma radiotelevisiva, maggiormente incentrate sulle tematiche della concorrenza e delle frequenze, limitandosi ad alcune abrogazioni da raccordo.
In esso vengono contemplate: garanzie di pluralismo, contenuti che rispettino i diritti della persona, pubblicità leali e oneste e sponsor chiaramente riconoscibili come tali, diffusione di un congruo numero di programmi radiotelevisivi nazionali e locali in chiaro, adozione di misure idonee per la ricezione dei programmi televisivi da parte dei cittadini con disabilità sensoriali. Ciò mirava a diventare presupposto fondamentale per assicurare uno sviluppo sempre costante nel campo delle nuove tecnologie, specificatamente intese nel testo unico come radio e televisione.

## Gli interventi della giurisprudenza
Una sentenza della Corte di giustizia dell'Unione europea (la C-719/18), ha di fatto abrogato alcune parti dell'art. 43 del TUSMAR relative alle concentrazioni nel settore delle comunicazioni elettroniche. In particolare, il TUSMAR prevedeva delle quote massime di mercato per società controllate o collegate al fine di garantire il pluralismo dei mezzi di informazione. Pur riconoscendo la legittimità e la compatibilità di tale misura (alla luce anche delle direttive europee riportate nella sentenza), il giudice della Curia ha espresso la propria opinione riguardo alla proporzionalità della misura restrittiva, definita "discutibile". In parole povere la soglia non andrebbe definita in modo fisso, ma dovrebbe essere l'autorità di regolazione a definire di volta in volta le quote a seconda delle situazioni concrete.

## Riferimenti normativi
- Decreto legislativo 31 luglio 2005, n. 177 - Testo unico dei servizi di media audiovisivi e radiofonici.